# Поуик, Фредерик Морис
Сэр Фредерик Морис Поуик (англ. Frederick Maurice Powicke; 16.06.1879, Алник, Англия — 19.05.1963, Оксфорд) — английский историк-медиевист. Королевский профессор Оксфорда (1928—1947), член Британской академии (1927).
Окончил колледж в Манчестере и оксфордский Баллиол-колледж с почётной первоклассной степенью.
В 1905—1906 годах — ассистент-лектор в Ливерпуле, а в 1906—1908 годах — в Манчестере. С 1907 года — лектор в Лидсе, а в 1908—1915 годах — научный сотрудник оксфордского Мертон-колледжа.
С 1909 года — профессор современной истории в Университете Квинс в Белфасте, а с 1919 года — профессор средневековой истории Манчестерского университета Виктории (по 1928 год). В 1927 году стал лектором имени Форда английской истории в Оксфорде, где в 1928—1947 годах занимал должность королевского профессора современной истории. В 1933—1937 годах — президент Королевского исторического общества.
Отрицал объективность исторического познания.
С 1946 года — рыцарь-бакалавр. Член-корреспондент Американской академии Средневековья (1929), почётный член Королевской ирландской академии (1949). Почётный член оксфордских Баллиол- и Ориэл-колледжей (1939, 1947 соотвенно). Почётный доктор университетов Кембриджа, Дарема, Сент-Эндрюса, Глазго, Манчестера, Ливерпуля, Квинс в Белфасте, Лондона, Гарварда (США), Кан-Нормандия (Франция).
С 1909 года женат, две дочери.